# Vòng loại Giải vô địch bóng đá châu Âu 2008 (Bảng C)
Dưới đây là kết quả các trận đấu trong khuôn khổ bảng C - vòng loại Giải vô địch bóng đá châu Âu 2008. 7 đội bóng châu Âu thi đấu trong hai năm 2006 và 2007, theo thể thức lượt đi-lượt về, vòng tròn tính điểm, lấy hai đội đầu bảng tham gia vòng chung kết Giải vô địch bóng đá châu Âu 2008. Kết thúc vòng loại, hai đội Hy Lạp và Thổ Nhĩ Kỳ giành quyền tới Áo và Thụy Sĩ.

## Bảng xếp hạng
| VT | Đội                  | ST | T  | H | B | BT | BB | HS  | Đ  | Giành quyền tham dự                |     | Hy Lạp | Thổ Nhĩ Kỳ | Na Uy | Bosna và Hercegovina | Moldova | Hungary | Malta |
| -- | -------------------- | -- | -- | - | - | -- | -- | --- | -- | ---------------------------------- | --- | ------ | ---------- | ----- | -------------------- | ------- | ------- | ----- |
| 1  | Hy Lạp               | 12 | 10 | 1 | 1 | 25 | 10 | +15 | 31 | Giành quyền tham dự vòng chung kết |     | —      | 1–4        | 1–0   | 3–2                  | 2–1     | 2–0     | 5–0   |
| 2  | Thổ Nhĩ Kỳ           | 12 | 7  | 3 | 2 | 25 | 11 | +14 | 24 | Giành quyền tham dự vòng chung kết |     | 0–1    | —          | 2–2   | 1–0                  | 5–0     | 3–0     | 2–0   |
| 3  | Na Uy                | 12 | 7  | 2 | 3 | 27 | 11 | +16 | 23 |                                    |     | 2–2    | 1–2        | —     | 1–2                  | 2–0     | 4–0     | 4–0   |
| 4  | Bosna và Hercegovina | 12 | 4  | 1 | 7 | 16 | 22 | −6  | 13 |                                    | 0–4 | 3–2    | 0–2        | —     | 0–1                  | 1–3     | 1–0     |       |
| 5  | Moldova              | 12 | 3  | 3 | 6 | 12 | 19 | −7  | 12 |                                    | 0–1 | 1–1    | 0–1        | 2–2   | —                    | 3–0     | 1–1     |       |
| 6  | Hungary              | 12 | 4  | 0 | 8 | 11 | 22 | −11 | 12 |                                    | 1–2 | 0–1    | 1–4        | 1–0   | 2–0                  | —       | 2–0     |       |
| 7  | Malta                | 12 | 1  | 2 | 9 | 10 | 31 | −21 | 5  |                                    | 0–1 | 2–2    | 1–4        | 2–5   | 2–3                  | 2–1     | —       |       |

1. 1 2  Hòa về điểm đối đầu (3). Hiệu số bàn thắng khi đối đầu: Moldova +1, Hungary −1.

## Các trận đấu
Lễ bốc thăm chia cặp bảng C được tiến hành tại một cuộc họp báo ở Istanbul, Thổ Nhĩ Kỳ vào ngày 17 tháng 2 năm 2006.
Ngày 3 tháng 7 năm 2006, Liên đoàn bóng đá Hy Lạp đã hủy tất cả các trận đấu quốc tế do lo ngại về quyền tự chủ của mình từ chính phủ Hy Lạp. Mặc dù không có thông báo đã được thực hiện liên quan đến giải đấu này nói riêng, điều này dường như ngăn cản các đội bóng Hy Lạp không thể tham gia. Sau sự chấn chỉnh của chính phủ Hy Lạp, FIFA chính thức dỡ bỏ lệnh cấm vào ngày 12 tháng 7 năm 2006, cho phép Hy Lạp tiếp tục tham gia vòng loại.
| Malta                   | 2–5      | Bosna và Hercegovina                                                          |
| ----------------------- | -------- | ----------------------------------------------------------------------------- |
| Pace 6' · M. Mifsud 86' | Chi tiết | Barbarez 4' · Hrgović 10' · Bartolović 45+1' · Muslimović 49' · Misimović 51' |

| Hungary          | 1–4      | Na Uy                                            |
| ---------------- | -------- | ------------------------------------------------ |
| Gera 89' (ph.đ.) | Chi tiết | Solskjær 15', 54' · Strømstad 31' · Pedersen 41' |

| Moldova | 0–1      | Hy Lạp           |
| ------- | -------- | ---------------- |
|         | Chi tiết | Lyberopoulos 78' |

| Na Uy                       | 2–0      | Moldova |
| --------------------------- | -------- | ------- |
| Strømstad 74' · Iversen 79' | Chi tiết |         |

| Thổ Nhĩ Kỳ            | 2–0      | Malta |
| --------------------- | -------- | ----- |
| Nihat 56' · Tümer 77' | Chi tiết |       |

| Bosna và Hercegovina  | 1–3      | Hungary                                    |
| --------------------- | -------- | ------------------------------------------ |
| Misimović 64' (ph.đ.) | Chi tiết | Huszti 36' (ph.đ.) · Gera 46' · Dárdai 49' |

| Moldova                   | 2–2      | Bosna và Hercegovina      |
| ------------------------- | -------- | ------------------------- |
| Rogaciov 13', 32' (ph.đ.) | Chi tiết | Misimović 63' · Grlić 68' |

| Hungary | 0–1      | Thổ Nhĩ Kỳ |
| ------- | -------- | ---------- |
|         | Chi tiết | Tuncay 41' |

| Hy Lạp          | 1–0      | Na Uy |
| --------------- | -------- | ----- |
| Katsouranis 33' | Chi tiết |       |

| Malta             | 2–1      | Hungary       |
| ----------------- | -------- | ------------- |
| Schembri 14', 53' | Chi tiết | Torghelle 19' |

| Thổ Nhĩ Kỳ                                    | 5–0      | Moldova |
| --------------------------------------------- | -------- | ------- |
| Şükür 35', 37' (ph.đ.), 43', 73' · Tuncay 68' | Chi tiết |         |

| Bosna và Hercegovina | 0–4      | Hy Lạp                                                                     |
| -------------------- | -------- | -------------------------------------------------------------------------- |
|                      | Chi tiết | Charisteas 8' (ph.đ.) · Patsatzoglou 82' · Samaras 85' · Katsouranis 90+4' |

| Moldova      | 1–1      | Malta      |
| ------------ | -------- | ---------- |
| Epureanu 85' | Chi tiết | Mallia 73' |

| Na Uy             | 1–2      | Bosna và Hercegovina           |
| ----------------- | -------- | ------------------------------ |
| Carew 50' (ph.đ.) | Chi tiết | Misimović 18' · Muslimović 33' |

| Hy Lạp       | 1–4      | Thổ Nhĩ Kỳ                                         |
| ------------ | -------- | -------------------------------------------------- |
| Kyrgiakos 6' | Chi tiết | Tuncay 27' · Gökhan 55' · Tümer 70' · Gökdeniz 81' |

| Hungary               | 2–0      | Moldova |
| --------------------- | -------- | ------- |
| Priskin 9' · Gera 63' | Chi tiết |         |

| Malta | 0–1      | Hy Lạp              |
| ----- | -------- | ------------------- |
|       | Chi tiết | Basinas 66' (ph.đ.) |

| Thổ Nhĩ Kỳ              | 2–2      | Na Uy                     |
| ----------------------- | -------- | ------------------------- |
| Hamit Altıntop 72', 90' | Chi tiết | Brenne 31' · Andresen 40' |

| Hy Lạp                     | 2–0      | Hungary |
| -------------------------- | -------- | ------- |
| Gekas 16' · Seitaridis 29' | Chi tiết |         |

| Bosna và Hercegovina                        | 3–2      | Thổ Nhĩ Kỳ            |
| ------------------------------------------- | -------- | --------------------- |
| Muslimović 27' · Džeko 45+2' · Ćustović 90' | Chi tiết | Şükür 13' · Sabri 39' |

| Na Uy                                                | 4–0      | Malta |
| ---------------------------------------------------- | -------- | ----- |
| Hæstad 31' · Helstad 73' · Iversen 79' · Riise 90+1' | Chi tiết |       |

| Na Uy                                      | 4–0      | Hungary |
| ------------------------------------------ | -------- | ------- |
| Iversen 22' · Braaten 57' · Carew 60', 78' | Chi tiết |         |

| Bosna và Hercegovina | 1–0      | Malta |
| -------------------- | -------- | ----- |
| Muslimović 6'        | Chi tiết |       |

| Hy Lạp                              | 2–1      | Moldova    |
| ----------------------------------- | -------- | ---------- |
| Charisteas 30' · Lyberopoulos 90+5' | Chi tiết | Frunză 80' |

| Hungary          | 1–0      | Bosna và Hercegovina |
| ---------------- | -------- | -------------------- |
| Gera 39' (ph.đ.) | Chi tiết |                      |

| Malta                   | 2–2      | Thổ Nhĩ Kỳ                      |
| ----------------------- | -------- | ------------------------------- |
| Said 41' · Schembri 76' | Chi tiết | Halil Altıntop 45' · Servet 78' |

| Moldova | 0–1      | Na Uy       |
| ------- | -------- | ----------- |
|         | Chi tiết | Iversen 49' |

| Na Uy                 | 2–2      | Hy Lạp            |
| --------------------- | -------- | ----------------- |
| Carew 15' · Riise 39' | Chi tiết | Kyrgiakos 7', 30' |

| Thổ Nhĩ Kỳ                                      | 3–0      | Hungary |
| ----------------------------------------------- | -------- | ------- |
| Gökhan 68' · Aurélio 72' · Halil Altıntop 90+3' | Chi tiết |         |

| Bosna và Hercegovina | 0–1      | Moldova    |
| -------------------- | -------- | ---------- |
|                      | Chi tiết | Bugaev 22' |

| Hungary                   | 2–0      | Malta |
| ------------------------- | -------- | ----- |
| Feczesin 34' · Tőzsér 77' | Chi tiết |       |

| Moldova    | 1–1      | Thổ Nhĩ Kỳ |
| ---------- | -------- | ---------- |
| Frunză 11' | Chi tiết | Ümit 63'   |

| Hy Lạp                                        | 3–2      | Bosna và Hercegovina       |
| --------------------------------------------- | -------- | -------------------------- |
| Charisteas 10' · Gekas 57' · Lyberopoulos 72' | Chi tiết | Hrgović 54' · Ibišević 90' |

| Malta                              | 2–3      | Moldova                              |
| ---------------------------------- | -------- | ------------------------------------ |
| Scerri 71' · M. Mifsud 84' (ph.đ.) | Chi tiết | Bugaev 24' (ph.đ.) · Frunză 31', 35' |

| Thổ Nhĩ Kỳ | 0–1      | Hy Lạp         |
| ---------- | -------- | -------------- |
|            | Chi tiết | Amanatidis 79' |

| Bosna và Hercegovina | 0–2      | Na Uy                   |
| -------------------- | -------- | ----------------------- |
|                      | Chi tiết | Hagen 5' · B. Riise 74' |

| Moldova                              | 3–0      | Hungary |
| ------------------------------------ | -------- | ------- |
| Bugaev 13' · Josan 23' · Alexeev 86' | Chi tiết |         |

| Na Uy     | 1–2      | Thổ Nhĩ Kỳ           |
| --------- | -------- | -------------------- |
| Hagen 12' | Chi tiết | Emre 31' · Nihat 59' |

| Hy Lạp                                             | 5–0      | Malta |
| -------------------------------------------------- | -------- | ----- |
| Gekas 32', 72', 74' · Basinas 54' · Amanatidis 61' | Chi tiết |       |

| Malta         | 1–4      | Na Uy                                        |
| ------------- | -------- | -------------------------------------------- |
| M. Mifsud 53' | Chi tiết | Iversen 25', 27' (ph.đ.), 45' · Pedersen 75' |

| Thổ Nhĩ Kỳ | 1–0      | Bosna và Hercegovina |
| ---------- | -------- | -------------------- |
| Nihat 43'  | Chi tiết |                      |

| Hungary    | 1–2      | Hy Lạp                                   |
| ---------- | -------- | ---------------------------------------- |
| Buzsáky 7' | Chi tiết | Vanczák 22' (l.n.) · Basinas 59' (ph.đ.) |

## Cầu thủ ghi bàn
Đã có 126 bàn thắng ghi được trong 42 trận đấu, trung bình 3 bàn thắng mỗi trận đấu.
7 bàn
- Steffen Iversen

5 bàn
- Theofanis Gekas
- Hakan Şükür

4 bàn
- Zvjezdan Misimović
- Zlatan Muslimović
- Zoltán Gera
- Viorel Frunză
- John Carew

3 bàn
- Angelos Basinas
- Angelos Charisteas
- Sotirios Kyrgiakos
- Nikos Liberopoulos
- Michael Mifsud
- André Schembri
- Igor Bugaiov
- Nihat Kahveci
- Tuncay Şanlı

2 bàn
- Mirko Hrgović
- Ioannis Amanatidis
- Kostas Katsouranis
- Serghei Rogaciov
- Erik Hagen
- Morten Gamst Pedersen
- John Arne Riise
- Ole Gunnar Solskjær
- Fredrik Strømstad
- Halil Altıntop
- Hamit Altıntop
- Tümer Metin
- Gökhan Ünal

1 bàn
- Sergej Barbarez
- Mladen Bartolović
- Adnan Čustović
- Edin Džeko
- Ivica Grlić
- Vedad Ibišević
- Ákos Buzsáky
- Pál Dárdai
- Róbert Feczesin
- Szabolcs Huszti
- Tamás Priskin
- Sándor Torghelle
- Dániel Tőzsér
- Christos Patsatzoglou
- Georgios Samaras
- Giourkas Seitaridis
- George Mallia
- Jamie Pace
- Brian Said
- Terence Scerri
- Serghei Alexeev
- Alexandru Epureanu
- Nicolae Josan
- Martin Andresen
- Daniel Braaten
- Simen Brenne
- Kristofer Hæstad
- Thorstein Helstad
- Bjørn Helge Riise
- Mehmet Aurélio
- Emre Belözoğlu
- Servet Çetin
- Gökdeniz Karadeniz
- Ümit Karan
- Sabri Sarıoğlu

1 bàn phản lưới nhà
- Vilmos Vanczák (trong trận gặp Hy Lạp)